# Elciego
Elciego (baskisch: Eltziego oder Zieko) ist eine Kleinstadt und eine Gemeinde (municipio) mit 955 Einwohnern (Stand: 2024) in der Provinz Álava in der Autonomen Gemeinschaft Baskenland im Norden Spaniens. Der Ort gehört zur Weinbauregion Rioja. 

## Lage
Elciego liegt in einer Höhe von etwa 450 Metern ü. d. M. im äußersten Süden der Provinz Álava nahe der Grenze zur Autonomen Gemeinschaft La Rioja. Die Südgrenze der Gemeinde wird vom Ebro gebildet. Nächstgelegene Großstadt ist das etwa 14 Kilometer (Fahrtstrecke) südöstlich gelegene Logroño; der Ort Laguardia befindet sich ca. achteinhalb Kilometer nordöstlich. Das Klima in Elciego ist gemäßigt – winterliche Nachtfröste sind ebenso selten wie sommerliche Tagestemperaturen über 30 °C.

## Bevölkerungsentwicklung
| Jahr      | 1842  | 1900  | 1950  | 1970  | 1991 | 2001 | 2011  | 2021 |
| Einwohner | 1.299 | 1.547 | 1.471 | 1.030 | 908  | 930  | 1.048 | 996  |

Die Reblauskrise gegen Ende des 19. Jahrhunderts hatte keinen spürbaren Einfluss auf die Einwohnerzahlen; ab der Mitte des 20. Jahrhunderts machte sich jedoch der Verlust an Arbeitsplätzen durch die verstärkte Mechanisierung der Landwirtschaft bemerkbar.

## Wirtschaft
In frühen Jahrhunderten lebten die Bewohner hauptsächlich von den landwirtschaftlichen Produkten der näheren Umgebung, zu denen auch der Wein gehörte. Der Ort selbst fungierte als Markt- und Handelszentrum, aber auch Handwerker ließen sich hier nieder. Die zunehmende Bedeutung des Weinbaus und des Weintourismus in der Rioja wirkt sich in den letzten Jahrzehnten auch wieder positiv auf die Beschäftigung aus.

## Geschichte
Kelten, Römer, Westgoten und Mauren haben keine archäologisch verwertbaren Spuren auf dem Gemeindegebiet hinterlassen. Die erstmalige Erwähnung des Ortsnamens findet sich in einem Dokument des Jahres 1067. Im 12. Jahrhundert profitierte Elciego von den Privilegien (fueros) der benachbarten Stadt Laguardia, die dieser von Sancho VI. von Navarra für ihre Treue in den ständigen Konflikten der zwischen Kastilien und dem Königreich Navarra umstrittenen Region gewährt wurden. Im Jahre 1512 eroberte Ferdinand II. den südlichen Teil Navarras für die spanische Krone; der spanische König Philipp II. gewährte dem kleinen, aber aufstrebenden Ort im Jahr 1583 die Stadtrechte und damit die Unabhängigkeit von Laguardia.

## Sehenswürdigkeiten

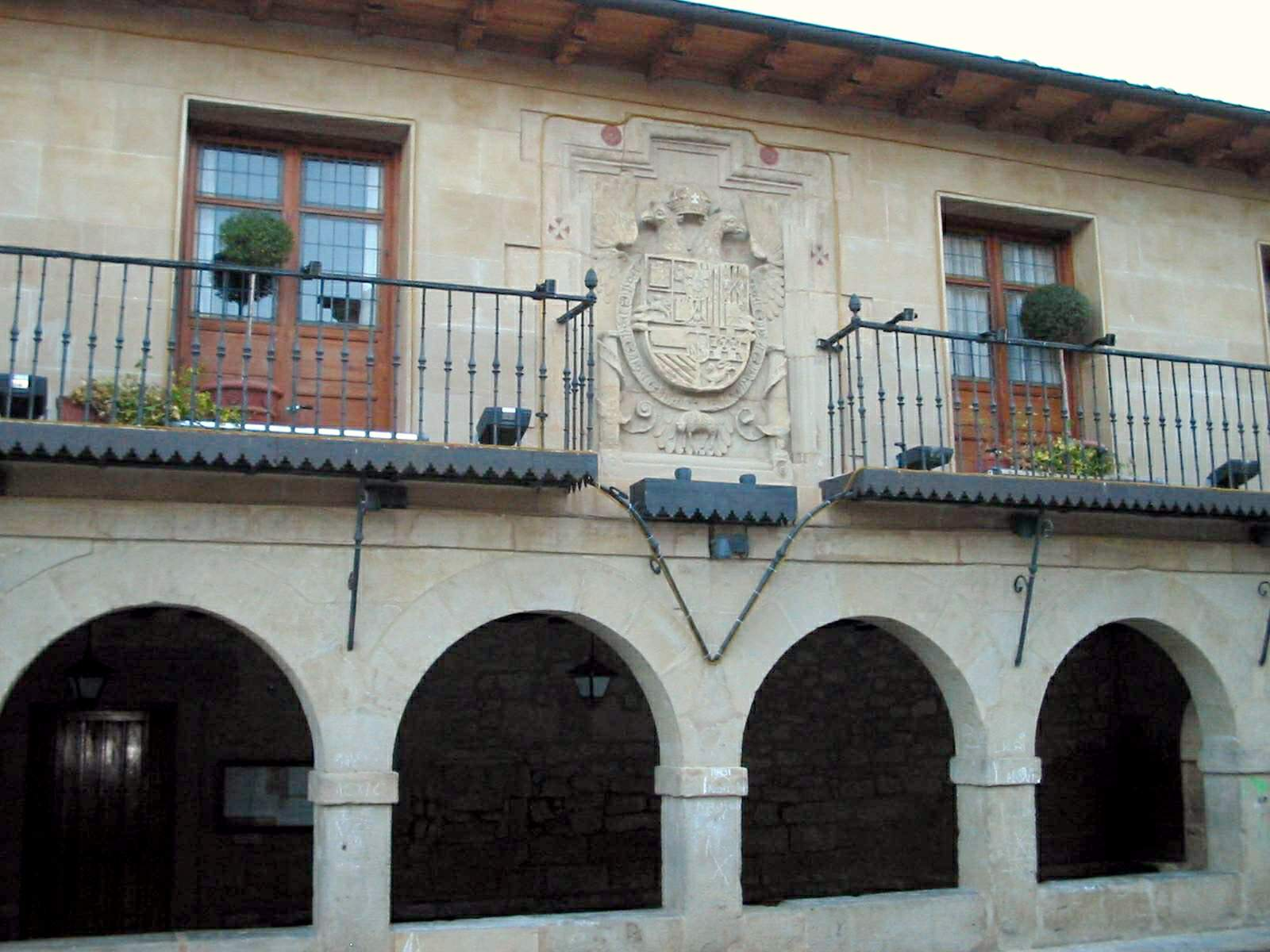
Rathaus (ayuntamiento)

- Die im 16. Jahrhundert erbaute Kirche des Ortes (Iglesia de San Andrés) steht seltsamerweise nicht in der Ortsmitte, sondern am Rand der Stadt. Ihre zweitürmige Fassadengestaltung in den Stilformen der Renaissance entspricht dem in der Region üblichen Typus mit einem gewaltigen Überfangbogen, oberhalb dessen sich ein durch Arkaden geöffneter Laufgang befindet. Das ca. 40 Meter lange, 18 Meter hohe und 16 Meter breite Kirchenschiff ist von einem spätgotischen Rippengewölbe bedeckt; an den Seitenwänden stehen mehrere Altarretabel. Die beiden Querhausarme sind tonnengewölbt; der figurenbestückte Hauptaltar aus dem 17. Jahrhundert ist jedoch das Prunkstück des imposanten Kirchenraumes.
- Das Rathaus (ayuntamiento) befindet sich in einem zweigeschossigen Gebäude des 18. Jahrhunderts, dessen Erdgeschoss sich durch Arkaden zum Hauptplatz hin öffnet, wohingegen das Obergeschoss einen nur von einem steinernen Wappenschild unterbrochenen Balkon hat.
- Auf einer etwas erhöht liegenden Rasenfläche ist eine in den Städten Nordspaniens häufig zu findende Gerichtssäule (picota oder rollo) mit einer konisch zulaufenden Spitze aufgestellt. Sie gilt als Zeichen der Freiheit und Unabhängigkeit der Stadt und wurde den Bürgern von Philipp II. ausdrücklich gewährt. Von einem damals ebenfalls genehmigten Kreuz ist dagegen kaum noch etwas erhalten.

außerhalb

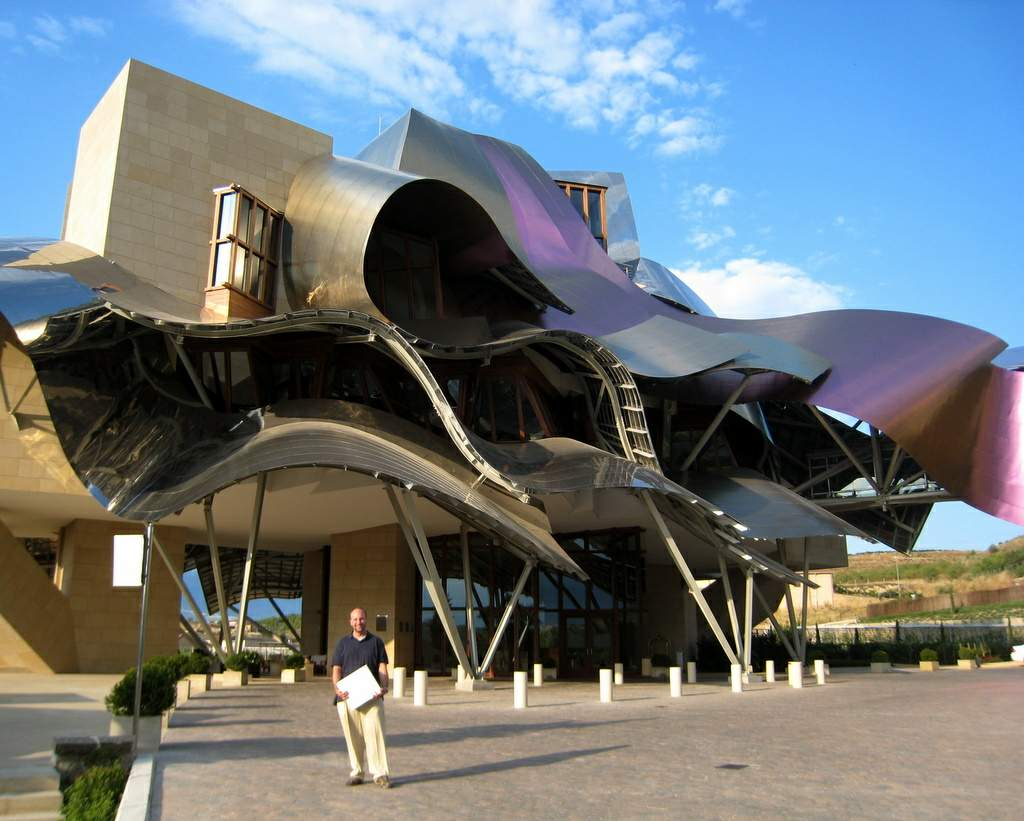
Bodega Marques de Riscal

- Der vom kanadisch-amerikanischen Architekten Frank Gehry für das Weingut Marques de Riscal entworfene Komplex einer Bodega mit angeschlossenem Hotel und zwei Restaurants wurde im Jahr 2006 eingeweiht und gehört sicherlich zu den außergewöhnlichsten Bauten Europas. Er besteht im Wesentlichen aus versetzt übereinandergestapelten Baukörpern, die teilweise von farbig glänzenden Metallbändern umschlungen sind. Bei der Ausgestaltung des Inneren wurden vor allem Marmor, Stahl und Holz verwendet.
- Der vom spanischen Architekten Jesús Marino Pascual für das Weingut Bodega Antión unter bioklimatischen Aspekten entworfene Komplex einer Weinkellerei mit angeschlossenem Hotel-Restaurant aus versetzt übereinandergestapelten Baukörpern aus eingefärbtem Beton, stammt aus dem Jahr 2008. Der schneckenförmig gestaltete Bau mit einer Orientierung der Baukörper nach den Himmelsrichtungen sorgt für eine optimierte Beschattung. Im Norden fächert sich das Gebäude in mehrere wellenförmig auslaufende Arme auf.[5]